# ミハイル・ブルガーコフ
ミハイール・アファナーシエヴィチ・ブルガーコフ（ロシア語: Михаи́л Афана́сьевич Булга́ков, 1891年5月15日〈ロシア暦5月3日〉 - 1940年3月10日）は、ロシアの劇作家、小説家。『巨匠とマルガリータ』が最もよく知られている。彼の作品はソビエト社会に対する体制批判とみなされ、長いあいだ当局から弾圧されていた。作風に関し、同じくウクライナ出身の人物で近代ロシア文学の基礎となった作家ニコライ・ゴーゴリと比較される。

## 生涯

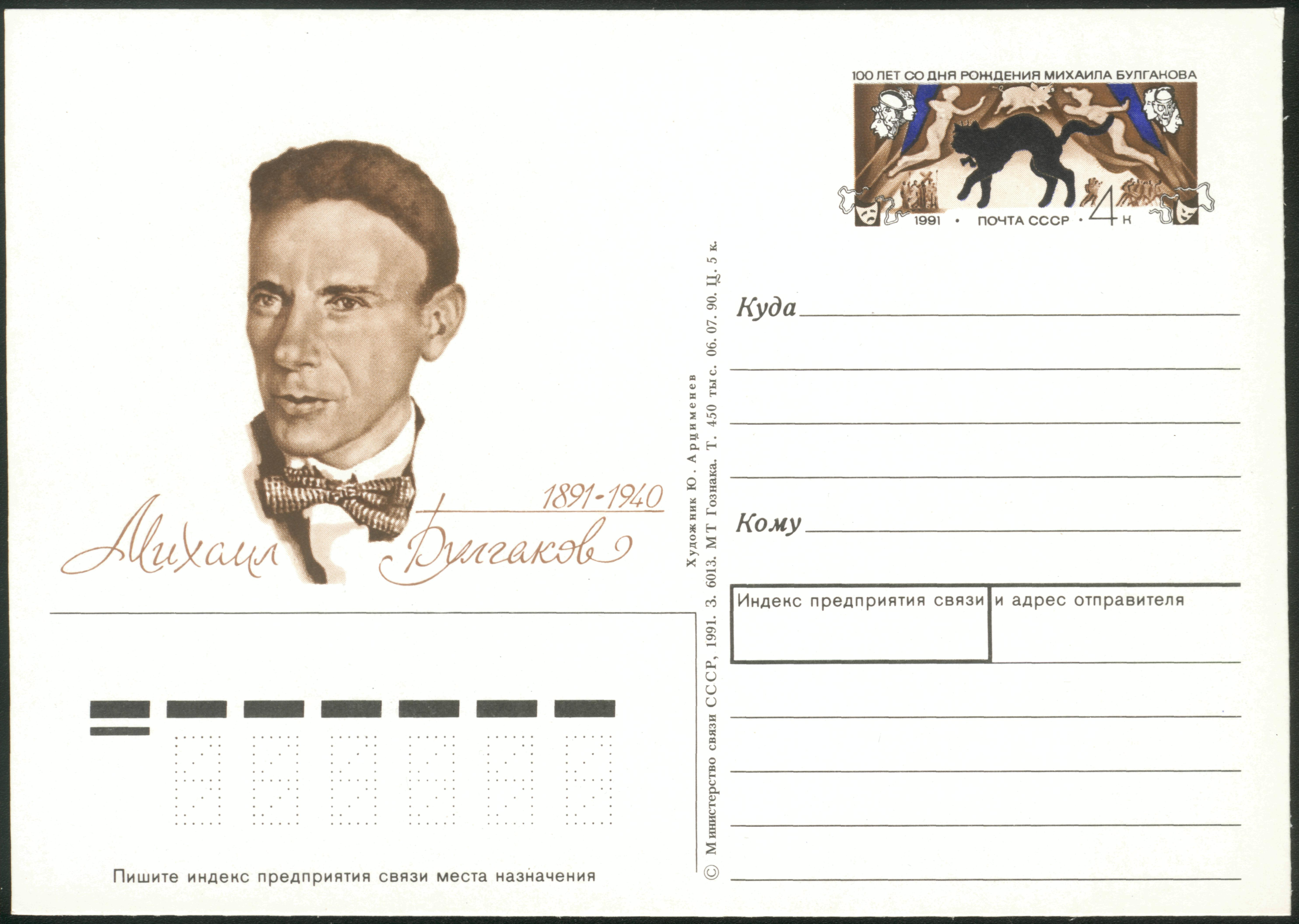
ブルガーコフの肖像画が入ったハガキ

ロシア人の両親のもと、ロシア帝国支配下のウクライナの首都キエフに生まれた。キエフ大学で医学を学び、白軍の軍医としてロシア内戦に従軍した。内戦期には、キエフはウクライナ人民共和国、赤軍、ウクライナ国、ドイツ帝国、白軍につぎつぎと支配を受けたが、ブルガーコフは友人らとともに多くの軍隊勤務を命ぜられている。特に、最後に従軍した白軍の将軍アントーン・デニーキンは有名で、ブルガーコフは彼の南ロシア軍に従軍してチェチェンやヴラジカフカースへ遠征した。
戦後、ロシアの有名雑誌『ナカヌーニェ』（«Накануне»:「前夜」）に載せた『悪魔物語』（«Дьяволиада»）で高い評価を受け、一躍文壇に名を上げた。その後、SF的な中編小説『運命の卵』（«Роковые яйца»）や『犬の心臓』（«Собачье сердце»）を著したが、科学に対する懐疑的な姿勢が「科学の発展による全人類の明るい未来」を標榜する共産主義政権に睨まれ、また内戦の体験をもとにした自伝的長編小説『白衛軍』（«Белая гвардия»）が「白衛軍への挽歌である」として当局より厳しく批判され、その後に書かれた作品を含め多くが発禁となった。最後の作品となった『巨匠とマルガリータ』（«Мастер и Маргарита»）は、キリスト時代のエルサレムと現代のモスクワを舞台にした「巨匠」とその愛人「マルガリータ」、そして「悪魔」らが縦横無尽に活躍する意欲的な長編小説であったが、これも長らく公には封印されていた。解禁後は広く読者の注目を集め、数多くの舞台でも演じられている。
その他、『白衛軍』を戯曲化した『トゥルビン家の日々』（«Дни Турбиных»）、SF的中編小説『赤紫島』（«Багровый остров»）、ゴーゴリ最後の長編小説『死せる魂』（«Мёртвые души»）のパロディー小説『チチコフの遍歴』（«Похождения Чичикова»）、中編小説『ゾーイカの部屋』（«Зойкина квартира»）、戯曲『モリエール』（Мольер）などがあり、いずれも日本語訳で読むことができる。
ブルガーコフは生まれ故郷のキエフを深く愛したことで知られ、特に彼の初の長編小説『白衛軍』にはその愛情が滲み出ているといわれる。彼の名前「ミハイール」はキリスト教の天使（聖霊、正教会では聖神とも）「聖ミハイール（ミカエル）」に由来するものであるが、「聖ミハイール」はキエフの守護聖人である。
1940年3月10日、腎硬化症により48歳で死去。彼の父もまた、同じ腎硬化症で死去している。

## 著作一覧

### 主な日本語訳
- 『巨匠とマルガリータ』
  - 安井侑子訳「悪魔とマルガリータ」、新潮社、1969年
  - 水野忠夫訳、集英社、1977年 / 集英社「世界の文学」、1990年　
    - 河出書房新社（池澤夏樹=個人編集 世界文学全集）、2008年 / 岩波文庫（上・下）、2015年（全面改訳版）

  - 法木綾子訳、群像社（上・下巻）、2000年
  - 中田恭訳、郁朋社、2006年 / 創英社(三省堂書店)、2016年
- 『白衛軍』 (中田甫・浅川彰三訳、群像社、1993年)
- 『悪魔物語・運命の卵』（水野忠夫訳、岩波文庫、2003年)
- 『モルヒネ　ブルガーコフ短篇集』 (町田清朗訳、未知谷、2005年)
- 『ブルガーコフ作品集』（宮澤淳一・大森雅子・杉谷倫枝訳、文化科学高等研究院出版局、2010年）
- 『犬の心臓』 (水野忠夫訳、河出書房新社、1971年、新版2012年)
- 『犬の心臓・運命の卵』 (増本浩子訳、新潮文庫、2015年）
- 『犬の心』（石井信介訳、未知谷、2022年）
- 『ブルガーコフ戯曲集』（1・2、東洋書店新社、新版2017年）
- 『劇場』（水野忠夫訳、白水社、1972年 / 白水Uブックス、2017年）

## 博物館など

### ブルガーコフ博物館（モスクワ）

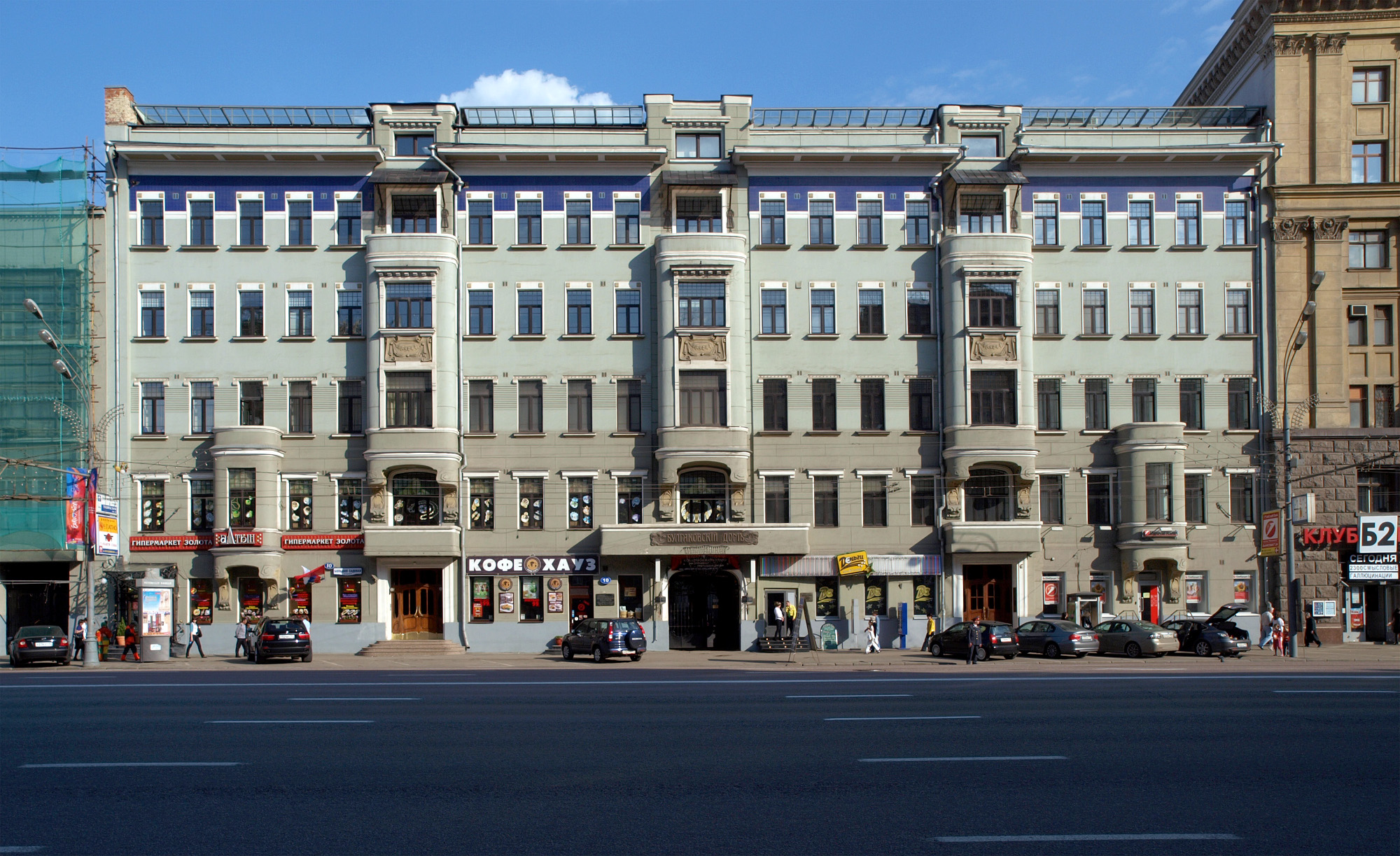
モスクワのブルガーコフ博物館はこのビルの左端

モスクワのボリシャヤ・サドーヴァヤ通りにブルガーコフ博物館があり、彼が実際に住んでいた部屋も同じ建物にある。建物内の壁にはファンによる落書きが無数にあり、岩波文庫版ではその写真が表紙として用いられている。

### ブルガーコフ博物館（キーウ）

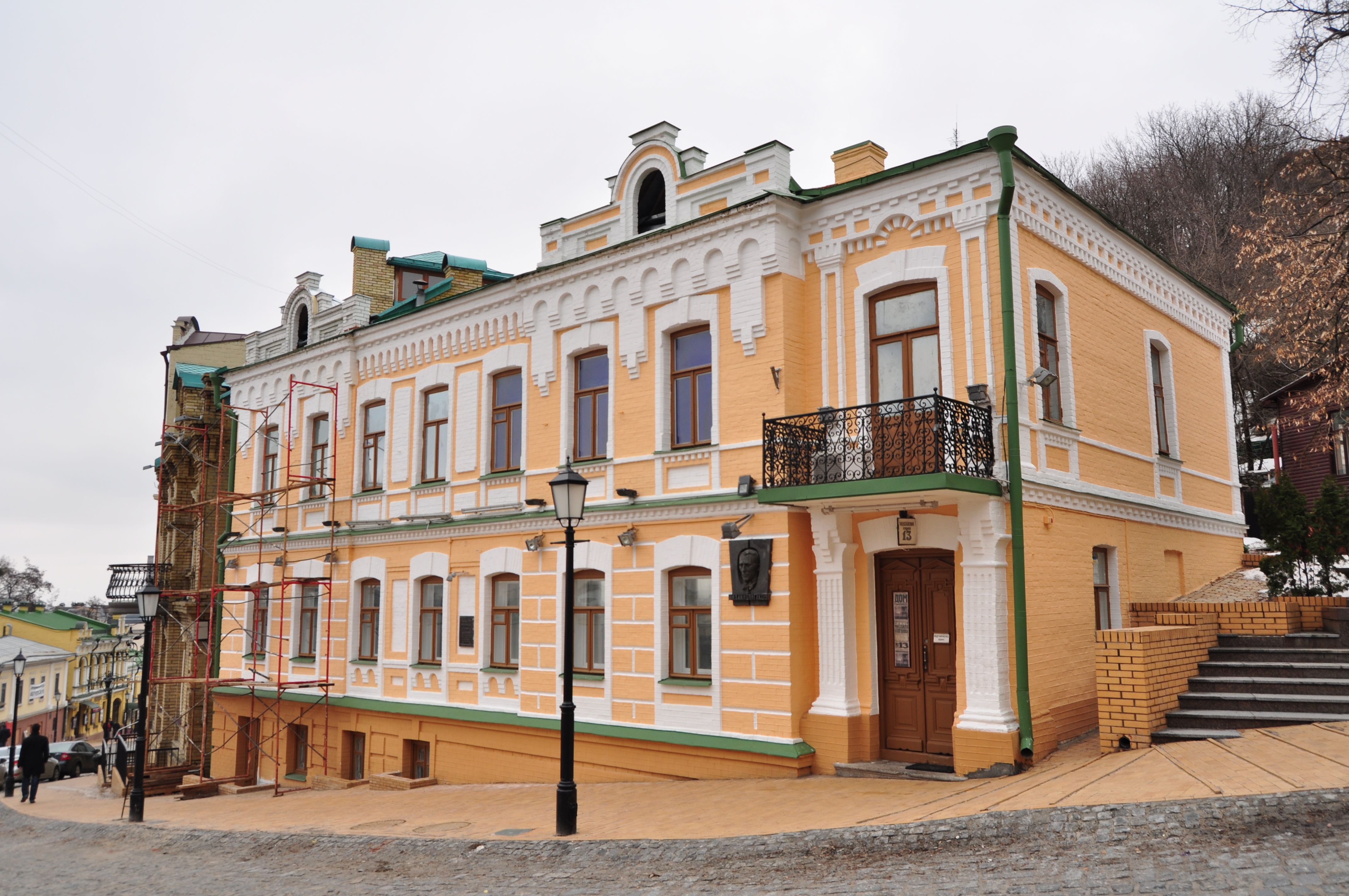
キーウのブルガーコフ博物館

キーウのアンドレイ坂には、ブルガーコフ博物館（通称「ブルガーコフの家」）がある。彼の両親の家で、博物館としては1991年に設立された。
2022年ロシアのウクライナ侵攻中、この博物館のブルガーコフ像に赤い塗料が塗られる事件があった。